# Дэниелс, Изабелла
Изабелла Фрэнсис Дэниелс (англ. Isabelle Frances Daniels; впоследствии по мужу Холстон; 31 июля 1937, Jakin, Джорджия — 8 сентября 2017, Атланта) — американская легкоатлетка, бегунья на короткие дистанции. Призёр летних Олимпийских игр 1956 года и Панамериканских игр 1955 и 1959 годов.

## Спортивная карьера
Училась в Университете штата Теннесси, в течение пяти лет (1955—1959) выступала в беге на короткие дистанции за TSU Lady Tigers.
Участвуя во 2-х Панамериканских играх в Мехико, завоевала 2-е место в забеге на 60 метров и 1-е место в эстафете 4 × 100 метров. В 1956 году выступала в тех же дисциплинах на Олимпийских играх в Мельбурне, где совместно с Мэй Фэггс, Маргарет Мэттьюз и Вилмой Рудольф получила «бронзу» за эстафету и лишь немного не достигла 3-го места в личном забеге (финишировала бок о бок с Марлин Мэтьюз, но была смещена на 4-е место после проверки фотофиниша).
В 1958 году участвовала в «турне доброй воли» по Восточной Европе, включая Советский Союз. В 1959 участвовала в Панамериканских играх в Чикаго, взяв «серебро» в забеге на 200 метров и «золото» в забеге на 60 метров и эстафете.
Выйдя в отставку из непосредственного участия в соревнованиях, Изабелла Дэниелс продолжала готовить спортсменов как преподаватель физподготовки и тренер, завоевав признание и в этом качестве: в частности, в 1984 году она была введена в Зал славы Университета штата Теннесси, в 1987-м — в Зал спортивной славы штата Джорджия, а в 1990-м объявлена тренером года Национальной ассоциацией тренеров по лёгкой атлетике высшей школы.
Была замужем за священником Сиднеем Р. Холстоном, мать четверых детей.
Умерла 8 сентября 2017 года в возрасте 80 лет, похоронена 18 сентября в Атланте.